# Men's egg
『Men's egg』（メンズエッグ）は、大洋図書が発売していた男性ファッション雑誌。毎月14日発売。編集長は東宮昌之。
ギャル誌『egg』から派生した。ギャル男、お兄系、デリッカー、ACID ROCKなどの渋谷系ストリートファッションを紹介している。
兄弟誌として『Men's egg core』、『Men's egg Youth』、『Men's egg Bitter』、『MEN'S KNUCKLE』がある。

## 概要
誌面で扱う情報はファッションのみならず、恋愛、性、ヘアカタログなど、10代後半から20代前半の若い男性読者を意識した誌面作りを展開している。イケメン、秋葉系、ギャル男など現在では一般的になりつつある言葉も、もともとはこの雑誌の企画から発生した。
編集部員が頻繁に誌面に登場することでも有名で、発刊以降、スパンコール東宮、パンティ根津、井上キャバ男など多くの名物編集部員を輩出している。

## 歴史
- 1999年
女性向けストリートファッション誌『egg』の男性版として創刊[1] する（当初、雑誌名の候補として『eggman(エッグマン)』があったが、東京都渋谷区神南に『Egg-man』という同名のライブハウスがあることから見送られた）。
5号（2月号）井上キャバ男登場。
- 2008年
1月号で通巻100号を達成（100号はページ数2倍の特別号となっている）。
2月号（101号）にて創刊号から読者モデルを務めた植竹拓が引退。
- 2013年
11月号をもって休刊[2]。
- 2015年
men's egg GOLDとして1号限定で復活。
- 2019年
男性ライブアイドル（いわゆるメン地下）のカタログ誌として復刊。

## 特徴
ファッションの傾向
誌面はアメカジ色の強いファッションを紹介する傾向にあり、ストリートスナップで紹介されている人は個性あふれるスタイルがとても強い。
お兄系やギャル男といえば、服装のサイジングは目安としてタイトが基本となるが、この雑誌では、あえてストリート色の強いルーズなファッションが紹介されることもある。2010年現在は、ACID ROCK、アバカジなどのスタイルに力を入れ特集している。
ブランド
10代後半 - 20代前半をターゲットにしていることもあってか、手ごろな価格の流行ブランド中心になっているが、10代後半の世代には経済的に購入が困難な価格のブランドが誌面に紹介されることもある。
2006年（平成18年）3月に当時人気モデルだった照井憲宇の提案により、誌面で人気のブランドを集めた男性向けのテナントフロア「109MEN'S」として営業を開始している。
モデル
照井憲宇が読モブランドで成功した事を切り口に、その後植竹拓（通称「元祖」）を筆頭に、川島隼輔、伊利篤、等の「読モ（メンモ）」と呼ばれるモデル陣が雑誌引退後に服のブランドを立ち上げるなど、ファッション雑誌における読者モデルの新しいスタイルを作りだした雑誌である。
2010年現在も梅田直樹、今井諒、澤本幸秀、佐藤歩といった人気モデルを抱え、ギャル男ムーブメントを作り出している。
さまざまな企画
「漢旅」（富士の樹海横断挑戦など）、「職業訓練所」（自衛隊やオカマバーなどを一日体験）、「格付けSHOW」（読者モデル達が本気で体力・知力を競い合うガチンコ企画）など、バラエティー番組クラスの体当たり企画が多い。
「格付けSHOW」から発展する形で、様々な対決の勝敗を読者が予想するtoto企画も不定期で開催されているが、編集部側でも、余りの正解率の低さから「難問だった」と度々称する程、上位ランクの当選（全問正解及びそれに準ずる成績の読者）が稀である。
イベント「men's egg night」
人気モデルの植竹拓(DJ PIR0MU)、照井憲宇(DJ KEN-U)、鈴木浩之（DJ PIROYUKI）がモデル兼DJができることで全国ツアーとCDをリリースするなどの人気イベントに成長した。

## 主要掲載ブランド
- Buzz Spunky(ファッションブランド)
- Bonds&peace(ファッションブランド)
- Black Baccara
- PEACE ON MARS
- FUGA (ファッションブランド)|FUGA
- JACKROSE
- Buffalo Bobs (ファッションブランド)|Buffalo Bobs
- ALTER VENOMV
- JURY BLACK
- GRASUM
- LUST
- SOUL☆FRANKY
- VANQUISH (ファッションブランド)|VANQUISH
- Roi Franc (ファッションブランド)|Roi Franc
- TOKYO RUSH THE REAL COLORS (ファッションブランド)|TOKYO RUSH THE REAL COLORS
- Eight by (ファッションブランド)|Eight by
- LAGUST (ファッションブランド)|LAGUST by LIP SERViCE
- Buenas Noches
- Diavlo
- OF THE NEIGE-STYLE-

上記以外にもドメスティックブランドを中心に多数のメンズファッションブランドが紹介されている。

## 読者モデル
（）内はモデルの愛称

### 創刊初期
- 植竹拓（ピロム、ヒロム） - 101号で引退したが、モデルとして復帰。
- 鈴木ひろゆき（ピロユキ）
- 近藤優
- 小野寺タカミチ
- 福島真治
- 居藤タカセ
- 小川貴由
- 末永義幸
- 照井憲宇（ケンウ）
- 鈴木直樹
- 小橋忠弘
- 大郷剛
- 武藤力高
- 石原剛
- ︎龍神

### Men's egg
- 伊利篤
- 松下幸司
- 川島隼輔（しゅんチャン）
- 梅田直樹（梅しゃん）
- JOY（ジョイ）
- 堤賢二
- 引地敬澄（ひきち、ひっち）
- 松田知也
- 今井諒（諒選手、クラッシャー諒）
- 黒田翔一朗（黒ちゃん、ウエンツ黒田）
- 田中大地（キャンタマ大地）
- 市川聖康（きゅん）
- 宮本悠希（ミヤモ〜ロ）
- 石垣彰啓
- 藤沢直希（きおな） - チビ☆エグ入会の基準を満たしていたが本人は拒否。

### PlayZ
- 大石一聡（ボブ大石、ボビー、一恥） - PlayZリーダー。
- 佐藤歩（あゆむ）
- 澤本幸秀（ゆっきー、サワモ〜ロ）
- 吉田克己（クワっつみん）
- 稲垣佑樹

### ボクサー
- 上松大輔（だいちゃん、K-1野郎、K-1チャンプ） - 現役キックボクサー
- 高橋夏樹（なつきんたマン） - 現役プロボクサー

### チビ☆エグ
- 筒井心一（しんち）
- 松田知也（トモ、まつとも）
- 武田直也（T・ナオ）

### 関☆エグ
- 中島雄基（ユーキ） - 関☆エグ2代目リーダー。
- 岡田大貴（ひーくん）
- 寺本成位（テラモ〜ロ）
- 吉田克己（クワっつみん）
- 片山将司（STマサ〜シ）
- 原田勇介（ゆっけ）

### Men's egg Youth
- 引地敬澄（ひきち、ひっち）

### 元読者モデル
- 上條誠
- 中川智博（通称：中川っす） - 2010年現在はモデル業を引退。
- 松田翼（通称：つばめ） - 就職のためモデル業を引退後も、時々出演している。
- 石塚健郎（通称：ケンケン、ケンロー、ケンチャンBOY） - モデル引退後、小学校教諭。

## Men's egg主催のクラブイベント
Men's egg nignt（メンズエッグナイト）
不定期でMen's eggが開催するクラブイベント。東京都渋谷区にあるCLUB ATOMをはじめ、全国各地で開催されている。ほとんどの場合深夜に開催されるイベントであるため、18歳未満は入場できない。
トランス、サイケデリックトランスというジャンルを中心に行っている。雑誌モデルにも直接会うこともでき、実際に会話してその場の雰囲気を楽しめるというイベントである。本誌モデルでもある植竹拓もDJ HIROMUとして、ケンウはDJ KEN-Uとして。また鈴木ひろゆきもDJ HIROYUKIとしてDJ参加している。

## 姉妹雑誌
Men's egg core
モテをキーワードに、いかに異性の好感を得るかにスポットを当てた雑誌。
Men's egg Youth
Men's egg読者層のなかで、16、17歳をターゲットにした雑誌。「TOKYO制服通信！」など、高校生向けの企画も多い。臨月誌で、基本的に偶数月の26日発売。
Men's egg Bitter
Men's eggの大人版。当初は隔月刊であったが、Men's eggの休刊と入れ替わる形で、2013年から月刊化された。秋山成勲が表紙を飾っていることが多い。

## 用語
他のティーンズ向けファッション雑誌同様、以下のようなさまざまな造語が氾濫している。
メンモ
『Men's egg』の読者モデルたちの総称。
チビ☆エグ
身長170センチ以下のモデルたちによる『Men's egg』期待のユニット。
関☆エグ
『関西版Men's egg』の略。創刊に向け、『Men's egg』誌面上でモデルオーディションを開催している。そのモデルたちを指すこともある。

## バター犬騒動
2010年5月号にて、編集部員（井上キャバ男）が裸になり、身体にバターを塗って雀(生主)に舐めさせる写真（性器部分にはモザイクが入っていた）を掲載。その後、2010年5月7日付けで、「非常にモラルに反する企画だった」とホームページ内にて謝罪文を出した。